# Jofa

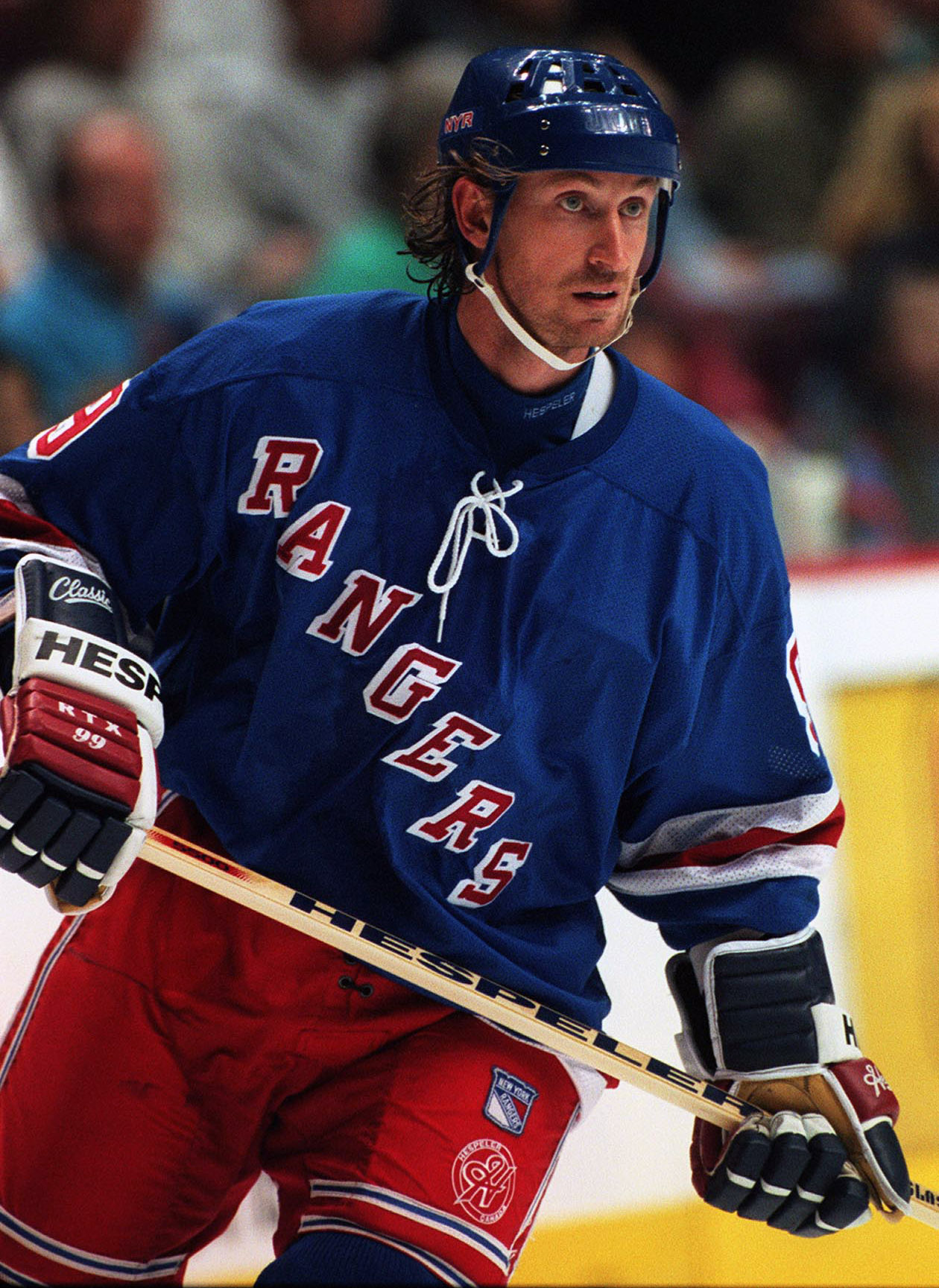
Le canadien Wayne Gretzky portant un casque Jofa, ici en 1997.

Jofa, anciennement Jonssons Fabriker, est un équipementier sportif suédois spécialisé dans les disciplines du hockey sur glace, de l'équitation et du ski. La société a été fondée par Niss-Oskar Jonsson en 1926. Son siège se trouve à Malung, en Suède.
Durant la Seconde Guerre mondiale, la société fabriquait des tentes et des uniformes pour l'armée suédoise.
En 2004, la société est reprise par Reebok, racheté par le groupe allemand Adidas en 2005.